# 휘청거리는 오후 (영화)
"휘청거리는 오후"는 1979년에 개봉한 대한민국의 영화이다.

## 캐스팅
- 최불암
- 사미자
- 김추련
- 김형자
- 유미나
- 하명중
- 임정하
- 신광일
- 한미영
- 김민규
- 오영갑
- 이승렬
- 문미봉
- 전숙
- 석인수
- 유명순
- 나갑성
- 길도태랑
- 안진수
- 신동욱
- 안청훈
- 김기종
- 이영호
- 오세장
- 손전
- 나정옥
- 박예숙
- 김승남
- 김신명
- 김경란